# Братская могила советских воинов (Кондакопшино)
Братская могила советских воинов — воинское захоронение военнослужащих Красной Армии, погибших в годы Великой Отечественной войны (1941—1945). Находится в Пушкинском административном районе Санкт-Петербурга на северной окраине  Кондакопшино, на 12-м километре Киевского шоссе. В захоронении покоятся останки около полутора тысяч военнослужащих Красной Армии, погибших в ходе боевых действий битвы за Ленинград. 
В апреле 1965 года рабочими 335-го металлического завода г. Пушкина на месте братской могилы был сооружён памятник по проекту архитектора П.А. Кулебякина.           
Скульптурная группа представляет собой стоящую фигуру матери с низко опущенной головой, обнимающую фигуру прижавшегося к ней ребёнка. На постаменте белого цвета — надпись: «Вечная слава павшим за свободу и независимость нашей Родины 1941–1945». У подножия памятника расположены мраморные плиты с именами советских военнослужащих, погибших во время Ленинградской битвы в ходе боев на этом направлении, а также с названиями и номерами воинских подразделений, принимавших участия в боевых действиях на данном участке фронта.               
Территория мемориала служит местом перезахоронения останков павших солдат и офицеров, найденных в поисковых экспедициях, проводившимися в  Пушкинском районе. В 2020 году на братском воинском захоронении были погребены останки тридцати советских военнослужащих, обнаруженные поисковыми отрядами.   